# 佐世保市歌
「佐世保市歌」（させぼしか）は、日本の長崎県佐世保市が制定した市歌である。以下の2代が存在する。
1. 1928年（昭和3年）制定。作詞・八波則吉、作曲・島崎赤太郎。
2. 1952年（昭和27年）制定。作詞・辻井一郎、補作・吉田絃二郎、作曲・堀内敬三。

現在の市歌は2.である。本項では、佐世保市へ編入された北松浦郡宇久町および小佐々町、吉井町、江迎町、鹿町町の町歌についても解説する。

## 初代（1928年）
初代の「佐世保市歌」は1928年（昭和3年）8月29日に制定された。市では「歌が制定されるまでのきっかけや経緯などは不明」としているが、作詞者の八波は著書『唱歌作歌法講話』において、前年に作詞した福岡県の「八幡市歌」との対比として、次のように述べている。
佐世保も八幡に似た新興都市である。則ち八幡市の製鉄所に於けるが如く、佐世保市の鎮守府は市によって興った動機であるのだ。で、先づ佐世保市に遊んで軍港を視察した（中略）作歌の過程も、手法も、両市歌共に同一であった。—八波則吉『唱歌作歌法講話』(1931)
1932年（昭和7年）の秋頃、横田良一の歌唱によりタイヘイレコードがSP盤（規格品番：3654-A）を製造した。

## 2代目（1952年）
現行の2代目「佐世保市歌」は市制施行50周年を記念して制定されたもので、懸賞公募の入選作を基に佐世保で幼少期を過ごした小説家の吉田絃二郎が補作した後、堀内敬三の作曲により4月1日付で制定された。1965年（昭和40年）にテイチクが佐世保市“明るい町づくり”推進協議会の依頼により製造したコンパクト盤（規格品番：40-35）で、三波春夫が歌唱する「明るい町づくり音頭」のB面曲としてテイチク・コーラスが歌唱した音源がある。
佐世保市役所では「市制施行記念式典や、小中学校の入学・卒業式などで歌われている」としている。2013年（平成25年）には市制施行111周年記念事業として新録のCD音源が作成され、市内の防災無線で正午を知らせる時報に使われるようになった。

## 旧町歌
以下は2006年（平成18年）に佐世保市へ編入された町の町歌である。5曲いずれも合併協議会において「地域の歌」として存続させる旨の申し合わせが行われている。

### 宇久町町歌
「宇久町町歌」（うくまちちょうか）は、北松浦郡宇久町の町歌である。1965年（昭和40年）に町制10周年を記念して制定された。作詞・山田哲爾、作曲・叶弦大。歌詞は1967年刊の『宇久町郷土誌』巻頭に収められている。
1979年（昭和54年）に町役場（現在の佐世保市役所宇久支所）の新庁舎落成を記念し、東芝EMIが町民音頭「宇久島音頭」と併せてシングル盤（F4R-6066）を作成している。

### 海光るまち
「海光るまち」（うみひかるまち）は、北松浦郡小佐々町の町歌である。1989年（平成元年）に町民音頭「小佐々音頭」と合わせて制定され、レコードが作られた。作詞・西川巌、補作・島田陽子、作曲・池田八声。
小佐々支所管内では佐世保市への合併後、いずれも旧町立の小佐々中学校・小佐々小学校・楠栖小学校の3校をコミュニティ・スクール「海光る町学園」として一体運営しており、各校の校歌とは別に3校共通の学園歌として旧町歌の「海光るまち」を演奏している。

### 吉井町町歌
「吉井町町歌」（よしいちょうちょうか）は、北松浦郡吉井町の町歌である。1973年（昭和48年）に町民音頭「吉井音頭」と併せて制定された。

### 江迎町町歌
「江迎町町歌」（えむかえちょうちょうか）は、北松浦郡江迎町の町歌である。1980年（昭和55年）制定。作詞・瀬川三郎、作曲・團伊玖磨。

### 鹿町町町歌
「鹿町町町歌」（しかまちちょうちょうか）は、北松浦郡鹿町町の町歌である。1961年（昭和36年）発行の『鹿町町郷土史』巻頭に歌詞のみ掲載。作詞者は「佐世保市 原光枝」とクレジットされているが、作曲者は不詳。鹿町町に関連する楽曲としては他に1997年（平成9年）選定でいずれも水木れいじ作詞、市川昭介作曲で天童よしみが歌唱する「鹿町遊情」と「鹿町音頭」がある。